# 希月あおい
希月 あおい（きづき あおい、1989年3月26日 - ）は、日本の元女子プロレスラー、グラビアアイドル。東京都出身。

## 所属
- 我闘姑娘（2004年 - 2007年）
- アイスリボン（2007年3月1日 - ）
- フリーランス（2016年1月10日 - ）

## 経歴・戦歴
2005年
- 5月1日 東京・板橋グリーンホールにおいて、対なつみ知香の引退試合となる1分掛けハンディマッチの中の1人としてデビュー。同大会にて入団記念特別試合として更に春日萌花戦を行い、初勝利。

2006年
- 6月4日 東京・新木場1stRINGにおいて、高橋李佳と対戦。サソリ固めで敗れる。
- 8月20日 東京・臨海副都心イベントスペース青海A地区特設リングでのWRESTLE EXPO 2006において、米山香織と組んで、渋谷シュウ、栗原あゆみ組と対戦。栗原のミサイルキックで敗れる。
- 9月10日 東京・新木場1stRINGでの息吹第9回大会において、伊藤薫と組み、椎名由香、渋谷シュウ組と対戦。15分の時間切れ引き分け。息吹初参戦。
- 9月18日 東京・後楽園ホールでのJWP女子プロレスにおいて、さくらえみと組み、春山香代子、阿部幸江組と対戦。オレンジ★ブロッサムで敗れる。
- 9月24日 東京・新木場1stRINGにおいて、零と対戦。敗れる。同大会、さくらえみ、石井美紀と組み、零、高橋李佳、春日萌花組と対戦。零からクロスアーム式原爆固めで勝利。
- 10月1日 東京・赤塚公会堂でのJWPにおいて、KAZUKIと対戦。K-クラッシャーからの片エビ固めで敗れる。
- 11月1日 東京・新木場1stRINGでのユニオンプロレス「水曜☆パラダイス」において、チェリーと対戦。チェリートーンボムで敗れる。
- 11月3日 東京・後楽園ホールでのNEO女子プロレス「STAND OUT06」において、渋谷シュウと組み、椎名由香、さくらえみ組と対戦。椎名のジャンピングラリアットで敗れる。
- 11月5日 東京・新木場1stRING「格闘美〜Dreamer06〜」において、渋谷シュウ、カリビアン・KIMと3WAY戦。
- 11月26日 東京キネマ倶楽部でのJWP「HEAT UP!」JWP認定ジュニア王座決定トーナメントにおいて、浦井百合と対戦。旋回式ダイビング・ボディ・プレスから片エビ固めで勝利、準決勝戦進出が決定。
- 12月10日 東京・赤塚公会堂でのNEO「Another Sweet Field」において椎名由香と組み、元気美佐恵、春山香代子組と対戦。元気ののど輪落としからの片エビ固めで敗れる。
- 12月12日 東京・板橋グリーンホールでのJWP「HEAT UP!」JWP認定ジュニア王座決定トーナメントにおいて、勇気彩と対戦。ジャンピングラリアットからの片エビ固めで勝利、決勝戦進出が決定。
- 12月17日 東京・新宿FACEでの息吹第11回大会においてNAOと組み、椎名由香、吉田万里子組と対戦。椎名のジャンピングラリアットからのSTSで敗れる。
- 12月25日 東京・後楽園ホールでのJWP「JWP CLIMAX-2006」第13代JWP認定ジュニア王座決定トーナメント決勝戦において、中島安里紗と対戦。キューティースペシャルで敗れる。
- 12月31日 東京・後楽園ホールでのNEO「第4回ジュニア・オールスター戦」において、メインイベントのタッグマッチに、木村響子と組み、市井舞、佐藤綾子と対戦。佐藤のジャーマン・スープレックス・ホールドで敗れる。

2007年
- 1月14日 東京・後楽園ホールでのプロレスリングSUN「COLORS」において、夏樹☆たいようと組み、渋谷シュウ、栗原あゆみ組と対戦。夏樹がたいようちゃん☆ボムからのエビ固めで栗原から勝利。
- 1月27日 東京・新木場1stRINGでの我闘姑娘「萌える！お嬢様伝説バトルプリンセスLive Vol.1」において、春日萌花と対戦。クロスアーム・スープレックスホールドで勝利。
- 1月28日 東京・新木場1stRINGでの息吹第12回大会において、さくらえみと組み、闘獣牙Leon、佐藤綾子組と対戦。Leonのマッドスプラッシュからの片エビ固めで敗れる。
- 2月3日 東京・板橋グリーンホールでのNEO「バトルライン川崎」において、豊田真奈美と組み、タニー・マウス、松尾永遠組と対戦。松尾のハイキックからの片エビ固めで敗れる。
- 2月18日 神奈川・川崎市体育館でのNEO「NEO WORLD 2007」において、『NEOマシンガンズ軍vsさくらリボン軍 7vs7全面対抗戦』に出場。さくらリボン軍が勝てば、NEO甲田社長とさくらえみ即結婚式スペシャル ツインリング(ひとつはアイスリボン用マット)採用時間差バトルロイヤル・ルール。NEOマシンガンズ軍は、タニー・マウス、宮崎有妃、闘牛・空、チェ・リー、趙雲子龍、豊田真奈美、希月あおい。さくらリボン軍は、さくらえみ、春山香代子、米山香織、真琴、りほ、山本"KID"優樹、黒田哲広。さくらリボン軍が真琴の一人残りで勝利。
- 3月1日付けでアイスリボンに移籍
- 3月3日 東京都立荒川商業高等学校総合ビジネス科を卒業。
- 3月10日 東京・板橋グリーンホールでのNEO「HIGH SPEED」において、三田英津子、春山香代子と組み、元気美佐恵、松尾永遠、さくらえみ組と対戦。元気の回転ラリアットからの片エビ固めで敗れる。
- 3月18日、東京・新木場1stRINGでの息吹第13回大会において、さくらえみと組み、NAO、輝優優組と対戦。NAOの変形ドラゴン・スリーパーで敗れる。
- 3月21日 東京・板橋グリーンホールでのNEO「HIGH SPEED」において、真琴、石井美紀とともに田村欣子との『3min×3バトル』(田村が3分一本勝負を3人と対戦)に出場。チェーンリストで敗れる。(真琴はエルボーからの体固めで敗れる、石井は時間切れ引き分け)
- 4月4日 東京・市ヶ谷アイスボックスでの「NEOリボン〜STARTING OVER〜」において、野崎渚と組み、初代インターナショナル・リボンタッグ王座決定トーナメントに参戦。1回戦、タニー・マウス、宮崎有妃組と対戦。野崎がタニーにNEOマッスルスパークで敗れる。
- 4月8日 東京・板橋グリーンホールでのJWP「sparkle」において、春山香代子と組み、ディスカバー・ニューヒロイン・タッグトーナメントに参戦。1回戦、山縣優、チェリー組と対戦。春山がチェリーにダイビング・ギロチンドロップから体固めで勝利、2回戦進出。
- 4月14日 東京・板橋グリーンホールでのNEO「HIGH SPEED」において、さくらえみと組み、田村欣子、石井美紀組と対戦。さくらの石井へのスマッシュマウスからの片エビ固めで勝利。
- 4月15日 東京・後楽園ホールでのJWP「MANIA-X 2007」において、ディスカバー・ニューヒロイン・タッグトーナメント2回戦で、高橋奈苗、夏樹☆たいよう組と対戦。春山が夏樹のたいようちゃん☆ボムでまさかのフォール負け。準決勝進出ならず。
- 4月27日 東京・市ヶ谷アイスボックスでのアイスリボン・20において、牧場みのりと組み、元気美佐恵、真琴組と対戦。ダブルリストアームサルトで真琴から勝利。
- 4月28日 神奈川・横浜赤レンガ倉庫でのFuture Star Vol.1において、日向あずみと対戦。ダイビング延髄ニーからの体固めで敗れる。
- 4月29日 神奈川・横浜赤レンガ倉庫でのNEO「超☆女子プロレス主義(イズム)in赤レンガ07」において、野崎渚と対戦。ダブルリスト・アームサルトで勝利。
- 5月3日 東京・後楽園ホールでのNEO「MAY HISTORY 07」において、栗原あゆみと対戦。裏投げからの片エビ固めで敗れる。
- 5月4日 東京・市ヶ谷アイスボックスでのアイスリボン・21において、野崎渚と組み、田村欣子、さくらえみ組と対戦。チェーンリストで敗れる。
- 5月5日、東京・後楽園ホールでの息吹第14回大会において、NAOと組み、さくらえみ、成国晶子組と対戦。さくらのシュークリームで敗れる。
- 5月5日 東京・板橋グリーンホールでのNEO「最後の勝者」において、野崎渚と組み、さくらえみ、みなみ飛香組と対戦。みなみからダブルリスト・アームサルトで勝利。
- 5月11日 東京・市ヶ谷アイスボックスでのアイスリボン・22において、米山香織と組み、堀田祐美子、真琴組と対戦。米山が片エビ固めで真琴から勝利。
- 5月13日 東京キネマ倶楽部でのJWP「Power up!!」において、阿部幸江と対戦。ビクトリーAで敗れる。
- 5月18日 東京・市ヶ谷アイスボックスでのアイスリボン・23において、三田英津子と対戦。回転エビ固めで敗れる。
- 5月19日 東京・板橋グリーンホールでのJWP「Power up!!」において、春山香代子と組み、日向あずみ、中島安里紗組と対戦。中島からクロスアームスープレックス・ホールドで勝利。
- 5月25日 東京・市ヶ谷アイスボックスでのアイスリボン・24において、チェリーと対戦。春夜恋で敗れる。
- 5月27日 東京・板橋グリーンホールでのNEO「FINAL ANSWER 07」において、さくらえみと組み、タニー・マウス、宮崎有妃組と対戦。タニーのダイビング・タニバットからの片エビ固めで敗れる。
- 6月1日 東京・市ヶ谷アイスボックスでのアイスリボン・25において、石井美紀と組み、米山香織、中島安里紗組と対戦。米山のダブルリストアームサルトで石井が敗れる。
- 6月8日 東京・市ヶ谷アイスボックスでのアイスリボン・26において、真琴と組み、みなみ飛香、聖菜組と対戦（30分3本勝負）。1本目は聖菜のジャーマン・スープレックスホールドで真琴が敗れ、2本目はダブルリストアームサルトでみなみから勝利、3本目はみなみのブロックバスターホールドで真琴が敗れ、1-2で敗れる。
- 6月10日 東京キネマ倶楽部でのJWP「Power up!!」において、春山香代子と組み、倉垣翼、渋谷シュウと対戦。倉垣のラリアットから片エビ固めで敗れる。
- 6月17日 東京・市ヶ谷アイスボックスでのアイスリボン・28において、石井美紀と組み、伊藤薫、森居知子組と対戦。ラリアートからの片エビ固めで敗れる。
- 6月22日 東京・市ヶ谷アイスボックスでのアイスリボン・29において、真琴と組み、阿部幸江、中島安里紗組と対戦。阿部のビクトリーAで敗れる。
- 6月23日 東京・板橋グリーンホールでのJWP「Power up!!」において、コマンド・ボリショイと組み、蹴射斗、中島安里紗組と対戦。中島のキューティースペシャルで敗れる。
- 6月24日、東京・新木場1stRINGでの息吹第15回大会evening sessionにおいて、NAOと組み、植松寿絵、輝優優組と対戦。NAOが植松のハイアングル植松からの体固めで敗れる。
- 6月29日 東京・市ヶ谷アイスボックスでのアイスリボン・30において、みなみ飛香と組み、植松寿絵、真琴組と対戦。ダブルリストアームサルトで真琴から勝利。
- 6月30日 東京・板橋グリーンホールでのNEO「Think Hard、Win More」において、植松寿絵と対戦。ソラリーナで敗れる。
- 7月1日 東京・市ヶ谷アイスボックスでのアイスリボン・31において、真琴と組み、春山香代子、中島安里紗組と対戦。ダイビング・ボディ・プレスで敗れる。
- 7月6日 東京・市ヶ谷アイスボックスでのアイスリボン・32において、チェリーと対戦。さくらんボムで敗れる。
- 7月8日 東京キネマ倶楽部でのJWP「春倉初プロデュース大会バリバリ最強no.1」において、渋谷シュウと対戦。ダイビングセントーンからの体固めで敗れる。
- 7月16日 東京・後楽園ホールでのNEO「SUMMER STAMPEDE 07」において、野崎渚と組み、栗原あゆみ、渋谷シュウ組と対戦。野崎が栗原のミサイルキックからの体固めで敗れる。
- 7月20日 東京・市ヶ谷アイスボックスでのアイスリボン・33において、中島安里紗と組み、田村欣子、さくらえみ組と対戦。さくらのラ・マヒストラルで敗れる。
- 7月22日 東京・板橋グリーンホールでのJWP「Power up!!」において、野崎渚と組み、中島安里紗、紫雷イオ組と対戦。紫雷からクロスアーム式ジャーマン・スープレックス・ホールドで勝利。
- 7月27日 東京・市ヶ谷アイスボックスでのアイスリボン・34において、中島安里紗と対戦。片エビ固めで敗れる。
- 8月3日 東京・市ヶ谷アイスボックスでのアイスリボン・35において、タニー・マウスと対戦。ヨーロピアンクラッチで敗れる。
- 8月5日 大日本プロレス神奈川・六角橋商店街大会「商店街ツアー07 in六角橋商店街」において、李日韓（BJW）、石井美紀、真琴と組み、さくらえみ、みなみ飛香、聖菜、りほ組と対戦。日韓がさくらのラ・マヒストラルで敗れる。
- 8月5日 東京・板橋グリーンホールでのJWP「Power up!!」において、中島安里紗の持つJWP認定ジュニア＆POPの2冠に挑戦。中島のジャーマン・スープレックス・ホールドで敗れる。
- 8月12日 東京・板橋グリーンホールでのNEO「ミッドサマー・タイフーン07」において、野崎渚と組み、米山香織、闘獣牙Leon組と対戦。野崎がLeonのマッドスプラッシュからの片エビ固めで敗れる。
- 8月17日 東京・市ヶ谷アイスボックスでのアイスリボン・36において、さくらえみと対戦。アイスドライバーからの片エビ固めで敗れる。
- 8月19日 東京・BumB東京スポーツ文化館マルチスタジオでのアイスリボン・37〜in夢の島において、石井美紀と組み、タニー・マウス、宮崎有妃組の持つインターナショナル・リボンタッグ選手権に挑戦。タニーのローリングタニバットからの片エビ固めで石井が敗れる。
- 8月24日 東京・市ヶ谷アイスボックスでのアイスリボン・38において、真琴と組み、堀田祐美子、みなみ飛香組と対戦。みなみのヨーロピアンクラッチで敗れる。
- 8月25日 愛知・日本ガイシスポーツプラザ第3競技場でのNEO「SUMMER STAMPEDE IN NAGOYA」において、野崎渚と対戦。旋回式ボディ・プレスからの片エビ固めで勝利。
- 9月8日 東京・北沢タウンホールでのFuture Star Vol.2において、真琴と組み、植松寿絵、みなみ飛香組と対戦。真琴がダブルアーム・スープレックス・ホールドでみなみから勝利。
- 9月16日 東京キネマ倶楽部でのJWP「Flash point」において、コマンド・ボリショイと対戦。センセイ固めで敗れるも、同年末JWP主催の「第5回ジュニア・オールスター戦」への出場を認められる。
- 9月17日 東京・後楽園ホールでのNEO「BEAT UP 07」において、野崎渚、みなみ飛香と組み、三田英津子、石井美紀、真琴組と対戦。みなみが真琴のダブルアーム・スープレックス・ホールドで敗れる。
- 9月23日、東京・新木場1stRINGでの息吹第17回大会において、渋谷シュウと組み、木村響子、チェリー組と対戦。木村のビッグブーツからの片エビ固めで敗れる。
- 9月24日 東京・板橋グリーンホールでのNEO「VICTORIOUS」において、野崎渚と組み、植松寿絵、輝優優組と対戦。野崎が植松のダイビング・ボディ・プレスからの体固めで敗れる。
- 10月6日 神奈川・諏訪神社境内特設リングでの大日本プロレス「第2回商店街プロレスin若松」において、聖菜と組み、さくらえみ、みなみ飛香組と対戦。2階からのにゃんにゃんプレスからの片エビ固めで敗れる。
- 10月7日 東京・市ヶ谷アイスボックスでのアイスリボン・44において、石井美紀と組み、中川ともか、松本浩代組と対戦。中川の唸れ剛腕で石井が敗れる。
- 10月14日 東京・板橋グリーンホールでのNEO「VICTORIOUS」において、松尾永遠と対戦。ジャーマン・スープレックス・ホールドで敗れる。
- 10月20日 東京・市ヶ谷アイスボックスでのアイスリボン・51において、牧場みのりと組み、松本浩代、りほ組と対戦。スクールボーイで松本から勝利。
- 10月26日 東京・市ヶ谷アイスボックスでのアイスリボン・46において、松本浩代と対戦。15分引き分け。
- 11月2日 東京・新木場1stRINGでのFuture Star Vol.3において、松本浩代と組み、勇気彩、牧場みのり組と対戦。旋回式ダイビング・ボディ・プレスからの片エビ固めで牧場から勝利。
- 11月4日 東京・後楽園ホールでのNEO「STAND OUT 07」において、野崎渚、植松寿絵と組み、豊田真奈美、チェリー、石井美紀組と対戦。植松の石井へのノーザンライト・スープレックス・ホールドで勝利。
- 11月11日、東京・新木場1stRINGでの息吹第18回大会において、木村響子と組み、大畠美咲、松本浩代組と対戦。木村が大畠のエビ固めで敗れる。
- 11月23日 東京・市ヶ谷アイスボックスでのアイスリボン・49において、真琴と対戦。ダブルリストアームサルトで勝利。
- 11月25日 東京キネマ倶楽部でのNEO「LIVE IN KINEMA」において、野崎渚と組み、松本浩代、大畠美咲組と対戦。野崎が松本のバックドロップからの片エビ固めで敗れる。
- 12月9日 東京・板橋グリーンホールでのNEO「NEO STORM 07」において、タニー・マウスと対戦。回転足折り固めで敗れる。
- 12月15日 千葉・君津市アクアマリンスタジオでのさくら祭り第一部において、市井舞と組み、勇気彩、牧場みのり組と対戦。旋回式ダイビング・ボディ・プレスからの片エビ固めで牧場から勝利。
- 12月15日 千葉・君津市アクアマリンスタジオでのNEO&アイスリボン共催さくらえみ地元凱旋興行「女子プロレス君津大会さくら祭り」において、植松寿絵、野崎渚と組み、米山香織、春山香代子、倉垣翼組と対戦。倉垣のラリアットからの片エビ固めで敗れる。
- 12月21日 東京・市ヶ谷アイスボックスでのアイスリボン・52において、春山香代子と組み、松本浩代、真琴組と対戦。ダブルリストアームサルトで真琴から勝利。
- 12月24日、東京・新木場1stRINGでの息吹第19回大会において、中川ともかと組み、アップルみゆき、チェリー組と対戦。中川がアップルのアップルバスターからの片エビ固めで敗れる。
- 12月31日 東京・後楽園ホールでのJWP「第5回ジュニア・オールスター戦」において、メインイベントの6人タッグマッチに、勇気彩、ティラノサウルス奥田と組み、中島安里紗、松本浩代、小林華子と対戦。中島のキューティースペシャルで奥田が敗れる。
- 12月31日 東京・市ヶ谷アイスボックスでのアイスリボン・53において、石井美紀と対戦。片エビ固めで敗れる。

2008年
- 1月5日 東京・新木場1stRINGでのFuture Star Vol.5において、真琴と組み、さくらえみ、市井舞組と対戦。市井のダイビング・ボディ・プレスからの片エビ固めで真琴が敗れる。
- 1月6日 東京・後楽園ホールでのNEO「BE HAPPY AGAIN 〜アレから10周年〜」において、野崎渚と組み、中島安里紗、大木アスカ組と対戦。野崎が大木からジャックナイフ式エビ固めで勝利。同大会でNEO10周年記念30選手参加時間差バトルロイヤルにも出場。
- 1月13日 大阪・デルフィン・アリーナ道頓堀でのNEO「NEO with 08」において、中川ともかと組み、タニー・マウス、真琴組と対戦。真琴からダブルリスト・アームサルトで勝利。
  - これをもって、当面の他団体参戦を見合わせ。
- 1月14日 東京・市ヶ谷アイスボックスでのアイスリボン・55において、牧場みのりと対戦。大外刈りからのエビ固めで敗れる。
- 1月29日 東京・市ヶ谷アイスボックスでのアイスリボン・59において、さくらえみと組み、松本浩代、華名組と対戦。東海道落としからの片エビ固めで敗れる。このとき華名・松本から「タコ焼き」呼ばわりされる。
- 2月1日 東京・市ヶ谷アイスボックスでのアイスリボン・60において、松本浩代、りほとの3WAYマッチ。松本にりほ共々丸め込まれ敗れる。松本からは1月29日に続いて「タコ焼き」呼ばわりされる。
- 2月10日 神奈川・横浜マッスルファクトリー（大日本プロレス鴨居道場）での「NEO大日本リボンの三者三様」において、りほと組み、さくらえみ、聖菜組と対戦。聖菜からジャックナイフ式エビ固めで勝利。
- 2月12日 東京・市ヶ谷アイスボックスでのアイスリボン・62において、松本浩代、りほとの3WAYマッチ。松本にりほ共々丸め込まれ敗れる。
- 2月15日 東京・市ヶ谷アイスボックスでのアイスリボン・63において、真琴と組み、市井舞、中島安里紗組と対戦。市井の彗星キックからの片エビ固めで真琴が敗れる。
- 2月24日 東京・北沢タウンホールでのFuture Star Vol.6において、さくらえみと組み、市井舞、石井美紀組と対戦。石井のモテキックからのエビ固めでさくらが敗れる。石井美紀引退試合。
- 2月29日 東京・市ヶ谷アイスボックスでのアイスリボン・68において、りほと対戦。スクールボーイで勝利。
- 3月5日 前十字靭帯断裂についての靱帯再腱手術のため、長期欠場を発表。
- この間、リングアナウンサーとして団体に帯同。
- 11月15日 アイスリボン・19・新木場1stRING大会において復帰。

2009年
- 3月24日・28日昼の部・31日と、高橋奈苗とのシングル3番勝負を行うも、いずれも敗戦。
- 4月5日、息吹・新木場大会開始前、頭痛を訴え、リングドクターと吉田万里子プロデューサーを交えて相談の結果、この日の大会を欠場。後の検査では異常が見られなかったものの、さくらえみと共に出場予定だったタッグ王者決定トーナメントのエントリー取り消しは勿論、状況が改善されるまで一切のプロレス活動を見合わせることを発表。再び長期欠場に入った。
- この間、大会前の前座を務めたり、団体の事務作業をこなしながら、体調回復を待ったものの、激しい運動を行うと頭痛が起きる状態から一向に回復しない状態が続いた。
- 8月11日、回復の見込みが立たないと判断され、ネオプラス・アイスリボン事業部から「8月31日付けで無期限休業扱いとする」と発表される。
- 8月29日・30日・戸田競艇場大会をもって団体への帯同を終了。予定通り翌31日をもって団体に籍を残したままセミリタイヤ状態となる。

2010年
- 12月26日の後楽園大会で、しもうま和美の引退試合の特別リングアナとして参加。

2011年
- 11月8日、アイスリボン341にて、12月25日後楽園大会RIBBONMANIA2011で復帰すると発表。
- 12月16日、19時女子プロレスにゲストとして初出演。
- 12月25日、後楽園大会RIBBONMANIA2011にて、植松寿絵を相手に復帰戦を行い、敗れる。これ以降は体調を考慮してスポット参戦の形を取る。

2012年
- 2月5日、FREEDOMS横浜大会にて、BJW・グレート小鹿率いる「小鹿軍団」のマネージャーとして登場。以降、FREEDOMSには首都圏での大会のリングに登場する（軍団員の大家健は不満を漏らしている）時にはバラモン兄弟（シュウ・ケイ）の墨汁攻撃を逆に見舞ったりする。
- 2月18日、この日の道場マッチで志田光とタッグを組み、みなみ飛香&りほと戦い勝利する。試合後に「これからもタッグを組んでいきたいと思います」と志田に握手を求めるも拒否され、逆にシングルマッチを要求される。これに対し希月は志田の持つICE×60王座への挑戦を逆に要求。揉み合いになったものの、後楽園ホール大会での王座戦が決定する。
- 3月20日、後楽園ホール大会「アイスリボン・マーチ2012」で志田光のもつICE×60王座に挑戦。志田にスリーカウントからフォールされ敗れる。
- 4月7日、道場マッチの最後にインターナショナル・リボンタッグ王座へ挑戦表明。パートナーに志田光を指名するも志田は拒否。次に帯広さやかを指名し一度は拒否されるも、4月14日の道場マッチで帯広が指名を受け入れて挑戦が決まる。
- 5月5日、後楽園ホール大会「GOLDEN RIBBON 2012」で帯広さやかとのタッグ「ハッピーメーカーズ」でドロップキッカーズ（藤本つかさ&つくし）の持つインターナショナル・リボンタッグ王座に挑戦。帯広が藤本を丸め込んでフォールし王座奪取に成功、パートナーの帯広ともども初タイトルを獲得する。
- 6月17日、北沢タウンホール大会でドロップキッカーズにインターナショナル・リボンタッグ王座を奪回される。
- 12月31日、後楽園ホール大会でつくしと組んで帯広さやか&木村響子組が持つインターナショナル・リボンタッグ王座に挑戦して、2度目の王座奪取。

2013年
- 2月23日、希月より4ヶ月遅れて復帰した中島安里紗とタッグを組む。
- 8月25日、後楽園ホール大会「不思議の国のアイス2013」にて「88＆89年生まれによる8人タッグマッチ」（志田光&朱里&中森華子&大畠美咲 vs 希月あおい&真琴&中島安里紗&下野佐和子）。この試合で膝を痛め欠場に入る。
- 12月31日、後楽園ホール大会で復帰（希月あおい&235 vs 内藤メアリ&小林香萌）。以降も限定参戦。

2014年
- 8月31日、アイスリボン後楽園ホール大会「不思議の国のアイス2014」にてダンプ松本と戦う藤本つかさに感化され再びベルトへの熱が上がり、以降限定参戦から定期参戦となる。
- 11月24日、横浜ラジアントホール大会にて、藤本つかさの保持するICE×∞王座に挑戦も敗北。

2015年
- 1月18日より開幕した「JWPタッグリーグ・ザ・ベスト2015」に、春山香代子とのタッグ「オレンジハッピーズ」でエントリーして優勝。
- 6月24日、アイスリボン後楽園ホール大会にて、柊くるみを破りICE×∞王座初戴冠。
- 7月29日、FTE王者である紫雷美央とのWタイトル戦に勝利。ICE×∞王座初防衛と共に2冠王者となる。

2016年
- 1月3日、プロレスリングWAVEのHAPPY NEW YEAR WAVE '16に初参戦。元同僚春日萌花とタッグを結成し夏すみれに勝利。試合後には春日から長浜浩江と3人でのユニット結成を呼び掛けられ承諾する。
- 1月9日、アイスリボン横浜大会を持ってフリーに転向。ラストマッチでは長崎まる子との一騎討ちを行い勝利。また5月4日のアイスリボンの横浜文化体育館大会に早くも参戦を要求される。
- 1月10日、フリー初戦としてOZアカデミーに参戦し尾崎魔弓との一騎討ちを行うも尾崎のオザキックで敗北。尾崎に勝つまで参戦すると公言。
- 1月11日、SEAdLINNNGに初参戦。
- 1月17日、REINA女子プロレスに参戦。朱里との一騎討ちを行う。
- 2月6日、春日萌花とのタッグチームをSO ON FLOWERと発表。
- フリー転向後はOZアカデミー、WAVE、REINAへ定期参戦している。

2018年
- 10月7日、新宿FACEで行われた「希月あおい引退興行　～ファイナルハッピー～」における、さくらえみ&真琴&志田光戦（パートナーは里歩&駿河メイ）をもって現役を引退、そして結婚を発表した。

以降、我闘雲舞のスタッフとして活動している。

## 人物
- キャッチフレーズ「ハッピーメーカー」復帰後に付けられたキャッチで、オカダ・カズチカのキャッチ「レインメーカー」に引っ掛け、いつでもどこでも笑顔を殆ど絶やすことがない天真爛漫さを持つことからきている。その姿勢はプロレスに対する考えや試合運びにおいても、試合で勝っても負けても変わらない。
- 週刊プロレスの選手名鑑のさくらえみの項に「我闘姑娘の練習生募集」と書かれていたのを見て応募。そのさくらが退団後のアイスリボンにおいてキャリアでは最古参の選手。なお、年齢における最年長は2015年3月時点では新田猫子。志田光とは同学年だがデビューは希月の方が3年あまり早い。但し、怪我による欠場や2009年からの引退状態も重なり、実動年数は実際のキャリアよりも短い。
- 中学生になってからプロレスを見るようになり、よく兄と新日本プロレスの興行を観戦していた。その当時好きだったのがTEAM 2000であった。
- 中学生の頃は陸上部。元々人見知りであったが、高校の頃より明るくなる。
- 兄の影響でプロレスに興味を持つ。兄は現在もプロレス観戦をしているが、2015年までは妹の試合を見たことが無かった。
- 初プロレス観戦は中学校2年の時に行った新日本プロレスで、蝶野正洋のファンであった。

## 獲得タイトル
- 第24代・31代インターナショナルリボンタッグ王座（パートナーは帯広さやか→つくし）
- 第7代REINA世界タッグ王座（パートナーはつくし）
- 第20代ICE×∞王座
- 第8代ユニオン認定Fly to Everywhereワールドチャンピオンシップ
- 第2代アジアドリームタッグ王座（パートナーは帯広さやか）

## 得意技
スノーブロウ
旋回式ダイビングボディプレス。主なフィニッシャー。
クロスアームスープレックス
ハピネススプラッシュ
ICE×∞王座初戴冠となった柊くるみ戦で初公開となったフィニッシャー。
ムーンホーププレッシャー
コーナー最上段からスピンしつつ勢いをつけてプレスするオリジナル技。
セントーン
コーナーからのダイビングでも使用。
ダブルリストアームサルト
ジャンピングラリアット
椎名由香より継承。走り込みやその場飛びでも使用。
ドリブルコブラツイスト
逆エビ固め
コアラ
串刺し式のジャンピングエルボーアタック
ハッピークラッチ
ローリング・クラッチ・ホールド

## 入場テーマ曲
- FUTURE STAR / PERSONZ ※旧テーマ
- Future Star / Emi
- New Select Way ※現在使用曲

## 映画
- 平成トンパチ野郎〜男はツラだよ〜（2009年）（マジカル／グラッソ）

## DVD
1. ハッピーメーカー (2014年11月28日,グラッソ)
2. Change Up (2015年11月27日,グラッソ)